# USS Cassin (DD-372)
DD 372 Cassin (Корабль соединённых штатов Кэссин) — американский эсминец типа «Мэхэн».
Заложен на верфи Philadelphia Navy Yard 1 октября 1934 года. Спущен 28 октября 1935 года, вступил в строй 21 августа 1936 года.
7 декабря 1941 года был почти уничтожен японской авиацией в сухом доке Пёрл-Харбор. Оборудование спасено и передано на Mare Island, где с 1942 по 1943 год был полностью перестроен в новом корпусе.
Выведен в резерв 17 декабря 1945 года. Из состава ВМС США исключён 28 января 1947 года.
Продан 25 ноября 1947 года и в 1948 году разобран на слом.